# Syntetický jazyk
Syntetický jazyk je označení pro jazyky, které pracují s flexí a různými typy slovotvorby.
Do této skupiny patří jazyky flektivní a aglutinační.
Syntetické jazyky jsou protikladem analytických jazyků.